# Barrage de Murtaza

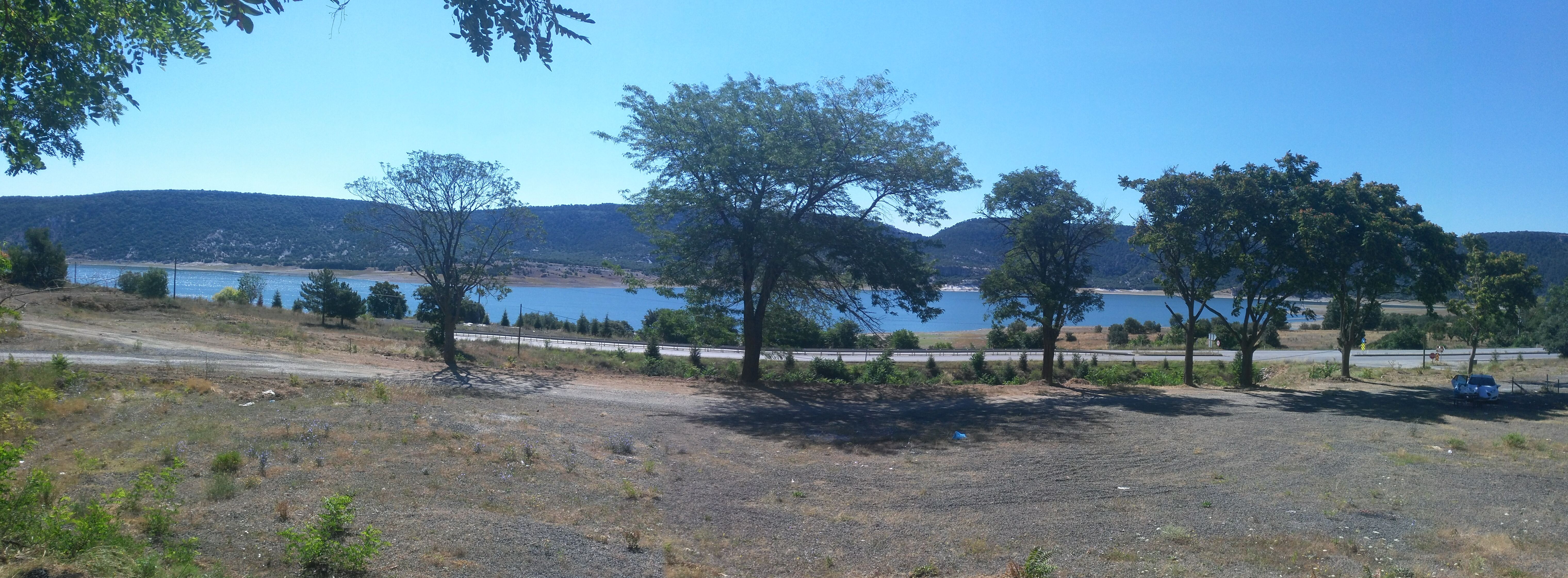
Barrage de Porsuk

Le barrage de Murtaza est un barrage en Turquie.

## Sources
- (tr) « Murtaza Barajı », sur Agence gouvernementale turque des travaux hydrauliques (DSİ)